# Giovanni Paganin
Giovanni Paganin (* 28. April 1955 in Asiago; † 10. März 1990 in Cittaducale) war ein italienischer Eisschnellläufer.

## Werdegang
Paganin, der für den G.S. Forestale startete, nahm von 1965 bis 1984 an nationalen und internationalen Wettbewerben teil und wurde dabei viermal italienischer Meister im Sprint-Mehrkampf (1978–1981). International startete er erstmals in der Saison 1975/76 und kam dabei bei einem internationalen Wettbewerb in Inzell über 500 m sowie 1500 m jeweils auf den zweiten Platz und über 1000 m auf den ersten Rang. In den folgenden Jahren lief er bei der Sprintweltmeisterschaft 1977 in Alkmaar auf den 26. Platz und bei der Sprintweltmeisterschaft 1979 in Inzell auf den 29. Rang. In der Saison 1979/80 belegte er bei den Olympischen Winterspielen 1980 in Lake Placid jeweils den 28. Platz über 500 m sowie 1000 m und bei der Sprintweltmeisterschaft 1980 in West Allis den 24. Platz. In der folgenden Saison siegte er bei einem internationalen Wettbewerb in Almaty über 1500 m sowie im Sprint-Mehrkampf und errang bei seiner letzten Teilnahme an einer Weltmeisterschaft bei der Sprintweltmeisterschaft 1981 in Grenoble den 27. Platz. Sein Bruder Giorgio Paganin war ebenfalls als Eisschnellläufer aktiv.

## Erfolge

### Olympische Spiele
- 1980 Lake Placid: 28. Platz 500 m, 28. Platz 1000 m

### Sprint-Weltmeisterschaften
- 1977 Alkmaar: 26. Platz Sprint-Mehrkampf
- 1979 Inzell: 29. Platz Sprint-Mehrkampf
- 1980 West Allis: 24. Platz Sprint-Mehrkampf
- 1981 Grenoble: 27. Platz Sprint-Mehrkampf

## Persönliche Bestleistungen
| Disziplin | Zeit        | Datum            | Ort         |
| --------- | ----------- | ---------------- | ----------- |
| 500 m     | 38,49 s     | 14. März 1981    | Almaty      |
| 1000 m    | 1:17,14 min | 14. März 1981    | Almaty      |
| 1500 m    | 1:56,94 min | 15. März 1981    | Almaty      |
| 3000 m    | 4:40,50 min | 21. Februar 1976 | Innsbruck   |
| 5000 m    | 8:08,76 min | 14. Januar 1984  | Klobenstein |